# 皮爾斯鎮區 (印地安納州華盛頓縣)
皮爾斯鎮區（英語：Pierce Township）是位於美國印地安納州華盛頓縣的一個行政鎮區。

## 地方資料
根據2010年美國人口普查的數據，皮爾斯鎮區的面積為92.50平方千米，當中陸地面積為92.20平方千米，而水域面積為0.30平方千米。當地共有人口2,666人，而人口密度為每平方千米28.82人。